# Бонавентура
Бонавенту́ра (лат. Bonaventura), настоящее имя Джова́нни Фида́нца (итал. Giovanni di Fidanza, лат. Ioannes Fidanza; 1221, Баньореджо, Лацио — 15 июля 1274, Лион) — средневековый теолог, францисканский схоласт, генерал францисканского ордена, кардинал (с 1273), именуемый серафическим доктором (Doctor Seraphicus). Католической церковью причислен к лику святых (1482 год) и к учителям церкви (1587).

## Биография

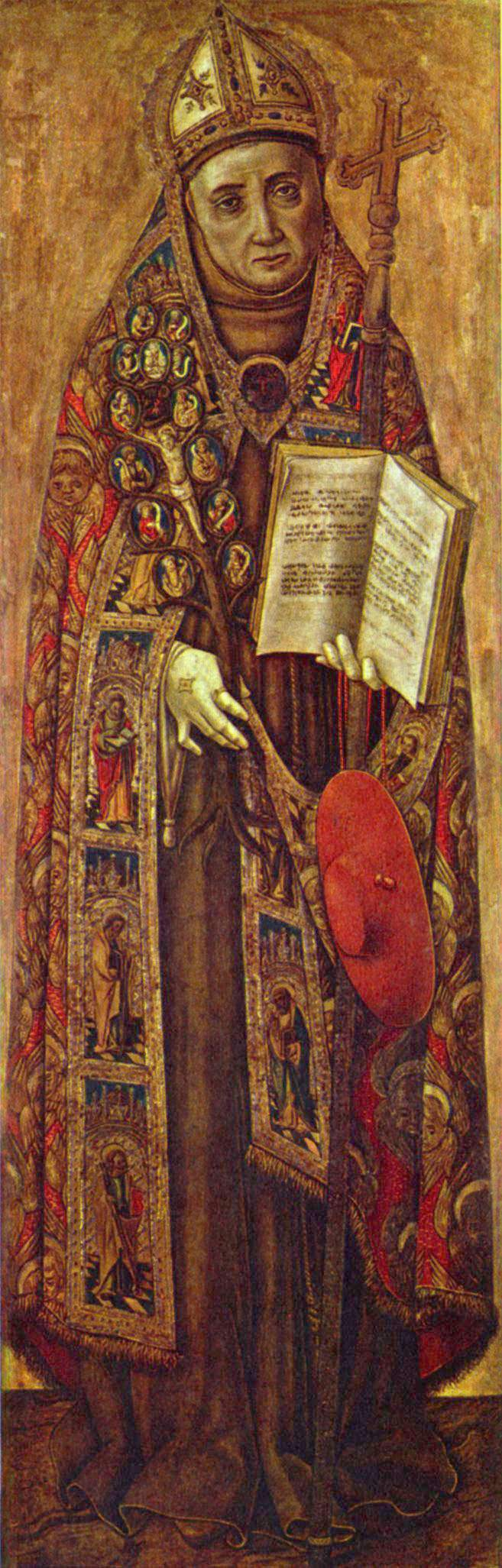
Витторио Кривелли. Св. Бонавентура. Ок. 1500. Рейксмузей. Амстердам

Бонавентура, он же Джованни Фиданца, родился примерно в 1218 году в Баньореджо, недалеко от Витербо, который тогда был частью Папской области. О его детстве почти ничего не известно, кроме имён его родителей, Джованни ди Фиданца и Марии ди Рителли.
Согласно легенде, Джованни родился очень слабым ребёнком. Мать, боясь за его жизнь, принесла обет, что если он выздоровеет, то она посвятит своего сына службе Богу. Младенца принесли к святому Франциску Ассизскому, который во вдохновении сказал: «О счастливая судьба!» (лат. O buone venture!). Это спасение от смерти по молитвам Франциска Ассизского являлось основной мотивацией для написания его биографии Бонавентурой.
В 1243 году он вступил в орден францисканцев и учился в Парижском университете под руководством знаменитых богословов Александра Гэльского, Жана из Ла-Рошели и Гийома Овернского.
В 1253 году он занял кафедру францисканцев в Париже, получив звание профессора. Спор между орденами францисканцев и доминиканцев отложил завершение обучения до 1257 года, когда он получил степень вместе с Фомой Аквинским. В этот период он написал свой труд о Троице. Также за эти три года до этого он стал широко известным благодаря должности лектора по «Четырём книгам сентенций» — богословской книге, написанной Петром Ломбардом в XII веке, — а в 1255 году он получил степень магистра, средневековый эквивалент докторской степени.
После успешной защиты своего ордена от упрёков антимендикантской партии он был избран генеральным министром францисканского ордена. 24 ноября 1265 г. он был избран на пост архиепископа Йоркского; однако он так и не был посвящён в сан и отказался от должности в октябре 1266 года. Из-за его полного посвящения процессам упорядочивания и реорганизации ордена, который после смерти святого Франциска невероятно разросся, его стали называть вторым основателем ордена. Написал два жития святого Франциска (Большую и малую легенду).
Во время его пребывания в должности генерального капитула Нарбонны, состоявшегося в 1260 году, он издал указ, запрещающий публикацию любых произведений в ордене без разрешения руководства. Этот запрет побудил писателей того времени серьёзно осудить начальство Роджера Бэкона. Однако запрет, наложенный на Бэкона, был общим и распространялся на весь орден. Его обнародование было направлено не против него, а против Жерара Борго-Сан-Доннино. В 1254 году Жерар без разрешения опубликовал еретический труд «Введение в Вечное Евангелие» (лат. Introductorius in Evangelium æternum). Вслед за этим генеральный капитул Нарбонны издал вышеупомянутый указ, идентичный «constitutio gravis in contrarium», о котором говорит Бэкон. Вышеупомянутый запрет был отменён неожиданно в 1266 году в пользу Роджера.
Бонавентура сыграл важную роль в избрании папы Григория X, который наградил его титулом кардинала и епископа Альбано и настоял на его присутствии на Втором соборе в Лионе в 1274 году. Там, после того как его значительный вклад привёл к объединению греческой и латинской церквей, Бонавентура внезапно скончался при подозрительных обстоятельствах. Это произошло 15 июля 1274 года. В издании Католической энциклопедии 1913 года есть цитаты, предполагающие, что он был отравлен, но об этом не упоминается во втором издании Новой католической энциклопедии 2003 года. Единственная сохранившаяся реликвия Бонавентуры — это рука, которой он написал свой «Комментарий к сентенциям», который сейчас хранится в Баньореджо, в приходской церкви Св. Николая.
Он направил орден францисканцев на умеренный и интеллектуальный курс, который сделал их самым выдающимся орденом в католической церкви до появления иезуитов. Его богословие было отмечено попыткой полностью объединить веру и разум. Он думал о Христе как об «едином истинном учителе», который предлагает людям знания, которые начинаются с веры, развиваются через рациональное понимание и доводятся до совершенства мистическим союзом с Богом.

## Канонизация
День Бонавентуры был включён в Общий римский календарь сразу после его канонизации в 1482 году. Сначала он отмечался во второе воскресенье июля, но был перенесён в 1568 году на 14 июля, поскольку 15 июля, годовщина его смерти, уже была связана с днём Святого Генриха.
В 1969 году день был признан обязательным к поминанию и приурочен к дате его смерти, 15 июля.
Он является покровителем заболеваний кишечника.

## Философские и теологические взгляды

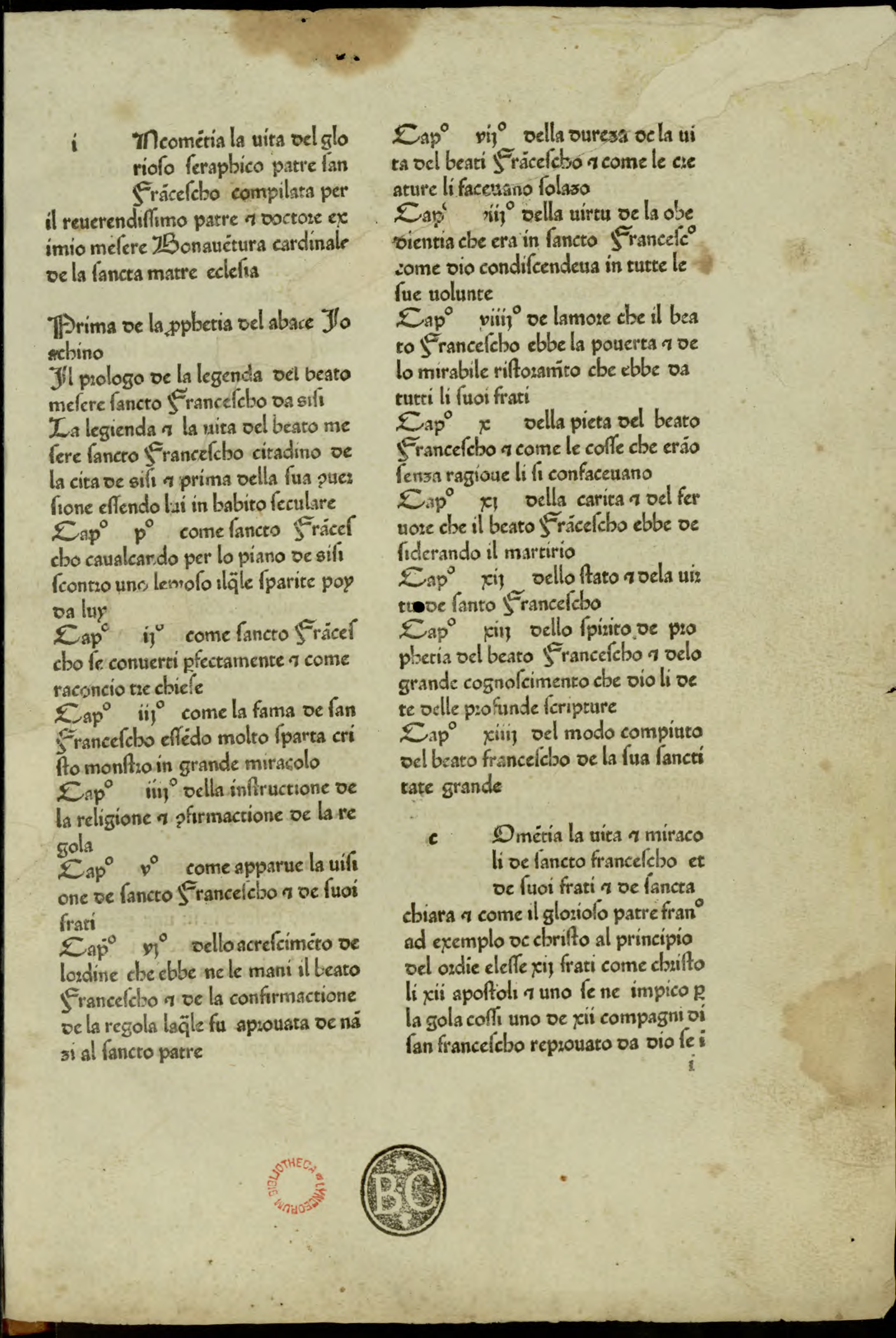
Legenda maior, 1477

Теология является для Бонавентуры владычицей всех светских наук, которые он объединяет под общим понятием философии, а единение с Богом, к которому любовь ведёт человека шестью ступенями познания, — величайшим благом. Это подробно обосновывается им в схоластическом сочинении «Itinerarium mentis in Deum» («Путеводитель души к Богу», 1259) и в мистическом сочинении «Reductio artium in theologiam» («О сведении наук к богословию», ок. 1257).
Выбор проблем в философии задаётся теологией и есть только три метафизических проблемы: творение, экземпляризм (индивидуация) и воссоединение с Богом через озарение (иллюминация).
Согласно учению Бонавентуры, у человека три ока: телесное, мысленное и созерцательное; последнее вырабатывается самоуглублением в душу как отражение Бога, самоуничижением, самоотречением и искренней молитвой. Как было 6 дней творения, так есть 6 степеней созерцания, за которыми следует высшее благо, слияние с Божеством.

### Труды
Бонавентура считался одним из величайших философов Средневековья. Его работы, собранные в последнем Критическом издании отцов Кваракки (Collegio S. Bonaventura), состоят из «Комментариев к сентенциям Петра Ломбардского» в четырёх томах и восьми других томов, включая «Комментарии к Евангелию от Луки», и ряд более мелких работ; наиболее известными из них являются «Путь разума к Богу» (лат. Itinerarium mentis in Deum), план его богословия или «Краткое чтение» (лат. Breviloquium), «Сведение искусств к теологии» (лат. De Reductione artium ad theologiam) и «Монолог о четырёх духовных упражнениях» (лат. Soliloquium de quatuor mentalibuserciseitiis), «Древо жизни» (лат. Lignum vitae) и «Тройной путь» (лат. De Triplici via), последние три написаны в качестве духовного руководства для его собратьев-францисканцев.
Немецкий философ Дитер Хаттруп отрицает, что «Сведение искусств к теологии» было написано Бонавентурой, утверждая, что стиль развития мысли в труде не соответствует первоначальному стилю Бонавентуры. На сегодняшний момент эта позиция признана необоснованной, учитывая недавние исследования: текст остаётся «несомненно аутентичным». Произведение De septem itineribus aeternitatis, которое в течение многих лет ложно приписывалось Бонавентуре, на самом деле было написано Рудольфом фон Биберахом (ок. 1270—1329).
Бонавентура написал трактат «О совершенстве жизни» для Изабеллы Французской, сестры короля Франции Людовика IX, и её монастыря бедных клариссинок в Лоншампе.
«Комментарии к сентенциям», написанные по приказу его начальства, когда ему было двадцать семь лет, являются главным трудом Бонавентуры, и большинство других его теологических и философских сочинений в некоторой степени зависят от него. Однако некоторые из более поздних работ Бонавентуры, такие как «Лекции о шести днях творения», включают существенные изменения, выходящие за рамки «Комментариев».

### Философия
Бонавентура писал почти по всем предметам, изучаемым студентами, и его труды содержательны. Многие из них посвящены вере во Христа, Бога и богословию. Никакая работа Бонавентуры не является исключительно философской, это яркая иллюстрация взаимопроникновения философии и теологии, что является отличительной чертой схоластического периода.
Большая часть философии Бонавентуры демонстрирует значительное влияние Августина Гиппонского. Настолько большое, что де Вульф считает его лучшим средневековым представителем августинианства. Бонавентура добавляет аристотелевские принципы к учению Августина, особенно в связи с освещением интеллекта и составом людей и других живых существ с точки зрения материи и формы. Августин, который сформулировал многие доктрины, определяющие схоластическую философию, был невероятно важным источником платонизма Бонавентуры. Ещё одно заметное влияние оказал мистик Дионисий Ареопагит.
В философии Бонавентура резко контрастирует со своими современниками, Роджером Бэконом, Альбертом Великим и Фомой Аквинским. Хотя они могут рассматриваться как представляющие, соответственно, физическую науку, ещё находящуюся в зачаточном состоянии, и аристотелевскую схоластику в её наиболее совершенной форме, он представляет мистический и платонизирующий способ рассуждений, который уже до некоторой степени нашёл своё выражение у Гуго и Ричарда Сен-Викторских, Александра Гэльского и Бернара Клервоского. Для него чисто интеллектуальный элемент представляет меньший интерес (хотя и никогда не отсутствует) по сравнению с живой силой привязанностей или сердца.

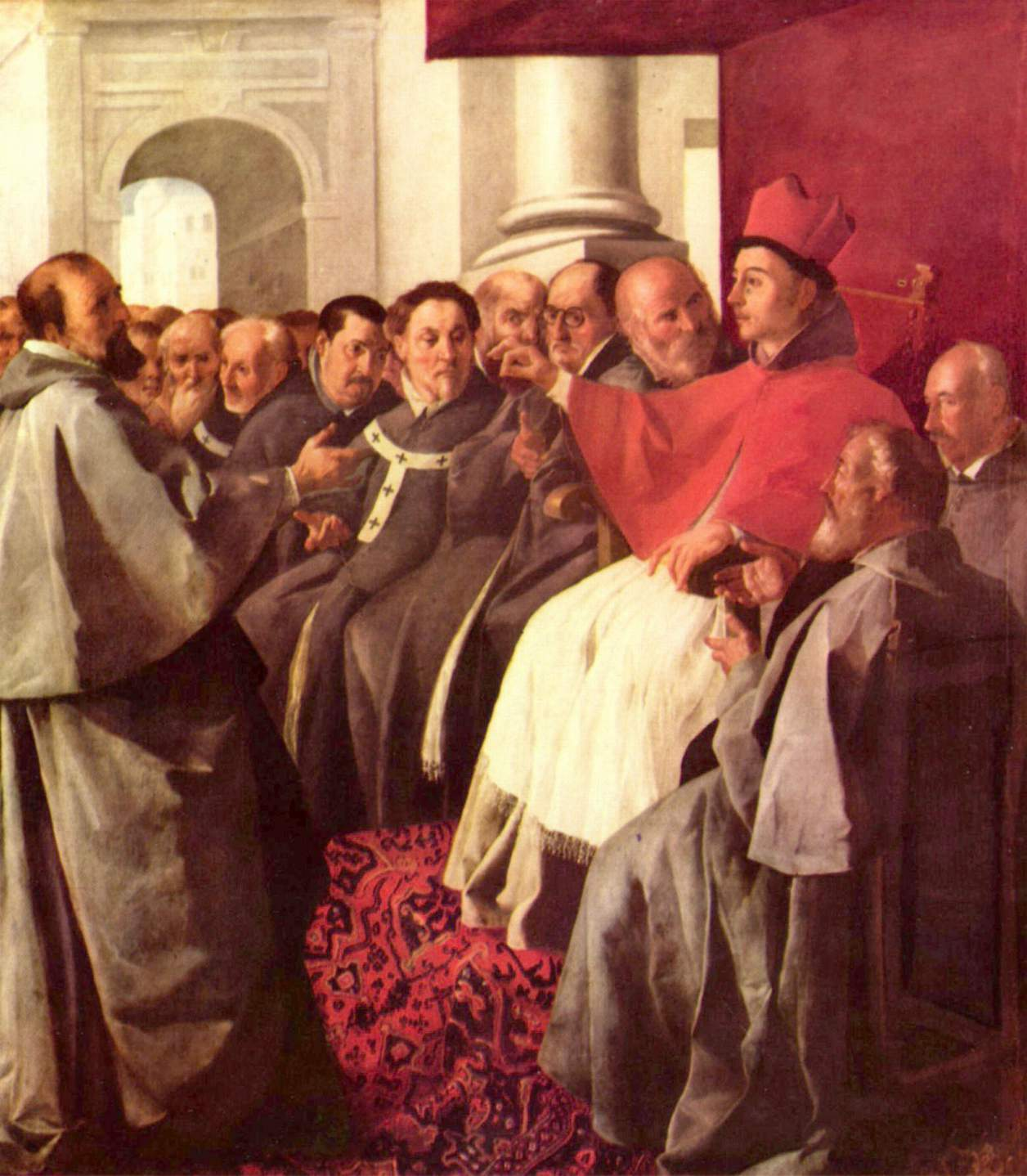
Святой Бонавентура принимает посланников византийского императора на Втором Лионском соборе

Подобно Фоме Аквинскому, с которым он разделял понимание многочисленных глубоких богословских и философских вопросов, он энергично боролся с аристотелевским представлением о вечности мира (хотя он и не соглашался с Аквинским относительно абстрактной возможности вечной вселенной). Бонавентура принимает неоплатоническую доктрину, согласно которой «формы» существуют не как существующие сущности, а как идеалы или архетипы в разуме Бога, в соответствии с которыми были сформированы действительные вещи; но эта концепция не имеет никакого особого влияния на его философию. Из-за этой философии физик и философ Макс Бернхард Вайнштейн утверждал, что Бонавентура проявлял сильные пандеистические наклонности.
Как и все великие доктора-схоласты, Бонавентура начинает с обсуждения отношений между разумом и верой. Все науки — всего лишь служанки теологии; разум может открыть некоторые моральные истины, составляющие основу христианской системы, но другие он может получить и постичь только через божественное откровение. Чтобы получить это откровение, душа должна использовать надлежащие средства, а именно молитву, проявление добродетелей, благодаря которым она становится пригодной для принятия божественного света, и медитацию, которая может привести даже к экстатическому единению с Богом. Высшая цель жизни — такой союз, союз в созерцании или разуме и в интенсивной поглощающей любви; но этого нельзя полностью достичь в этой жизни, и он остаётся будущей надеждой.
Подобно Аквинскому и другим известным философам и теологам XIII века, Бонавентура верил, что можно доказать существование Бога и бессмертие души. Он предлагает несколько аргументов в пользу существования Бога, включая версии онтологического аргумента Ансельма Кентерберийского и аргумент Августина, основанный на вечных истинах. Его главный аргумент в пользу бессмертия души апеллирует к естественному стремлению людей к совершенному счастью и напоминает аргумент К. С. Льюиса, основанный на желании. В отличие от Фомы Аквинского, Бонавентура не верил, что философия является автономной дисциплиной, которой можно успешно заниматься независимо от теологии. Он считал, что любой философ, лишённый света веры, неизбежно совершит серьёзную ошибку.
Бонавентура считал, что философия открывает разуму по крайней мере три различных маршрута, которые люди могут выбрать на своём пути к Богу. Неинтеллектуальные материальные существа, которых он представлял себе как тени и остатки (буквально, следы) Бога, понимаются как первопричина мирового философского разума, который был создан в начале времён. Интеллектуальные существа, которые он представлял себе как образы и подобия Бога, работу человеческого разума и воли, ведущих нас к Богу, понимаются как просветитель знания и даритель благодати и добродетели. Последний путь к Богу — это путь бытия, на котором Бонавентура объединил аргументы Ансельма с аристотелевской и неоплатонической метафизикой, рассматривая Бога как абсолютно совершенное существо, сущность которого влечёт за собой его существование, абсолютно простое существо, которое вызывает существование всех других составных существ.
Бонавентура, однако, не только мыслитель, чьи работы могут стать хорошими наставлениями для набожности; он догматик высокого ранга и он предлагал веские и хорошо аргументированные решения по всем спорным вопросам схоластической мысли, таким как универсалии, материя, основополагающие причины, принцип индивидуации (лат. intellectus agens). Он согласен с Альбертом Великим в отношении богословия как практической науки; его истины, по его мнению, особенно приспособлены для воздействия на привязанности. Он очень тщательно описывает природу и значение божественных атрибутов; считает универсалии идеальными формами, существовавшими ранее в божественном разуме, в соответствии с которыми впоследствии были сформированы вещи; и считает материю чистой потенциальностью, которая получает индивидуальное бытие и определённость от формирующей силы Бога, действующей согласно идеям. В этих и многих других вопросах схоластической философии он демонстрирует сочетание тонкости и умеренности, что делает его работы особенно ценными.
По форме и замыслу работы святого Бонавентура всегда является богословскими; он пишет как человек, для которого единственной точкой зрения и непосредственным критерием истины является христианская вера. Этот факт влияет на его место в истории философии; в сочетании с его стилем это делает Бонавентуру, возможно, наименее доступной для понимания из главных фигур XIII века. Причина этого в том, что философия интересует его в основном как praeparatio evangelica, как нечто, что можно интерпретировать как предзнаменование или отклонение от того, что открыл Бог.

## Место учения Бонавентуры
Бонавентура полагал, что платоновские идеи существуют. Вместе с тем, совершенное познание идей дано только Богу. Бог, согласно Бонавентуре, выступает в качестве сеятеля такого рода идей — «разумных семян» (Rationes seminales), прорастающих из лона материи.

С большим уважением Бонавентура относился к св. Августину. Попытки свести христианство к одному только учению Аристотеля Бонавентура считал выхолащивающими его суть: 
Незрелые зерна аристотелевской философии заключены в трактовке мира вне Бога, точнее — с Богом-неподвижным, безличным двигателем (недоступная ссылка), который не-творец, не-провидец — мозг без любви <…> Христианин видит перст судьбы там, где ученик Аристотеля находит лишь предмет любопытства для самоудовлетворения <…> Признавая авторитет Аристотеля в области физики, в сфере философии Бонавентура больше уважал Платона, Августина же предпочитал им обоим: «Inter philosophos datus sit Piatoni sermo sapientiae, Aristoteli vero sermo scientiae; uterque autem sermo scilicet sapientiae et scientiae… datus sit Augustine» — «Среди философов язык мудрости пусть будет отдан Платону; Аристотелю — безусловно, язык науки; однако и тот и другой, а именно, языки и мудрости и науки, пусть отдадут Августину».
Сдержанное отношение Бонавентуры к Аристотелю контрастирует с горячей приверженностью учению Аристотеля со стороны Фомы Аквинского, детальнейшим образом вписавшим его в контекст христианства.
Бонавентура поддерживал онтологическое доказательство существования Бога Ансельма Кентерберийского.

## Оценка учения Бонавентуры
Сикст IV причислил Бонавентуру в 1482 году к лику святых, а Сикст V в 1587 году к величайшим учителям церкви. Как мистика, его высоко ценил даже реформатор Лютер. Францисканцы противопоставляли его как своего величайшего учёного столпу схоластики, доминиканскому монаху Фоме Аквинскому. Лев XIII в 1879 году говорил о Фоме и Бонавентуре как «о двух зажжённых свечах в доме Божьем», желая подчеркнуть единство их веры при отсутствии тождества в учениях. Лион, где покоятся останки Бонавентуры, избрал его своим патроном.

По мнению Тальберга, Бонавентура — мистик, а не схоластик. 
Сказать по правде, едва ли не каждому крупному схоласту присуща некоторая мистическая жилка, ведь как бы далеко ни заходил разум в своих поисках, возвращение к Богу и единение с Ним всегда свершается по ту сторону всего мирского<…> Бонавентура — христианин, который философствует, но не философ, который верует.

## Иконография святого

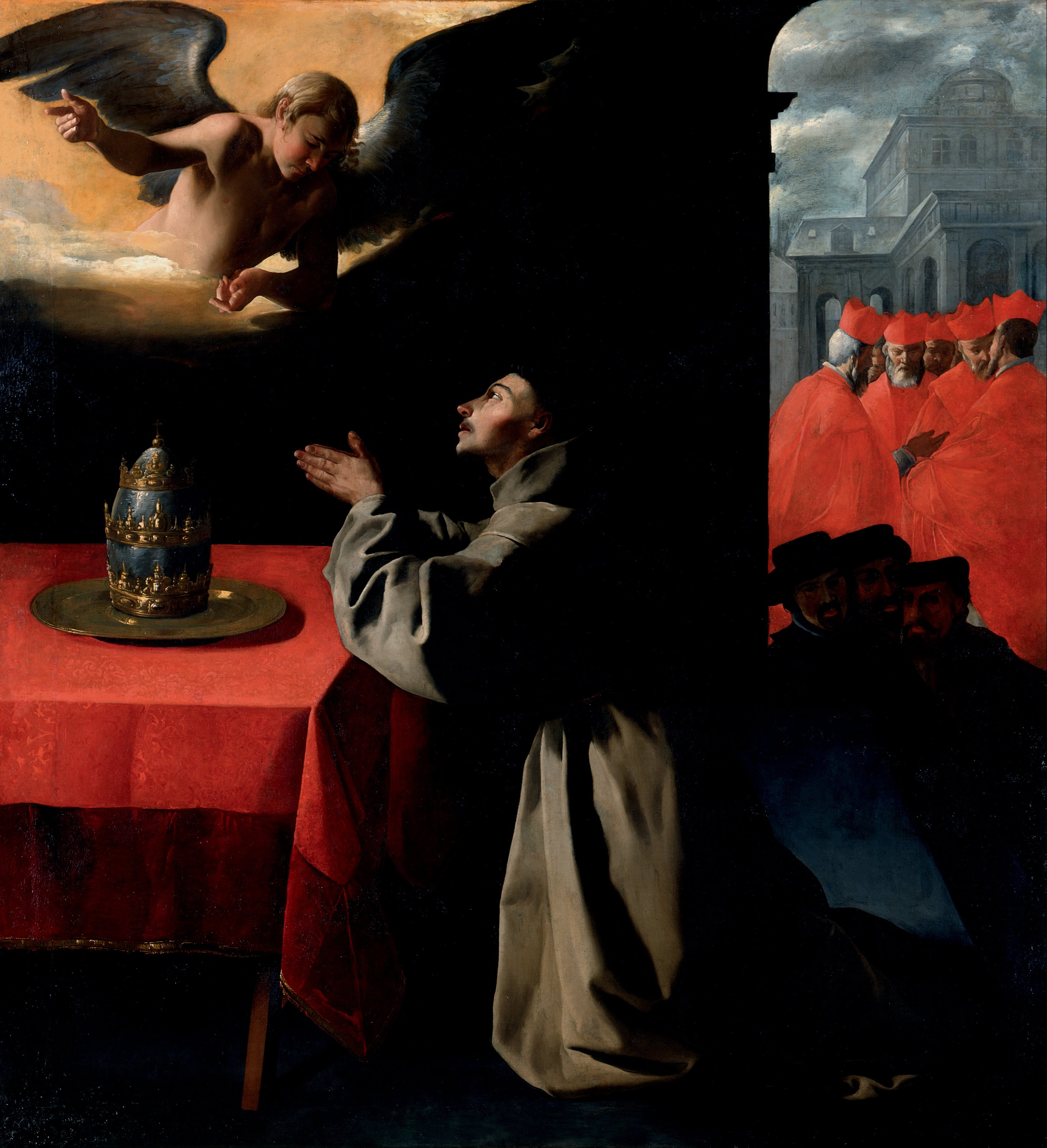
Ф. Сурбаран. Св. Бонавентура. 1640—1650

Первое по времени изображение святого Бонавентуры после канонизации принадлежит венецианцу по происхождению Витторе Кривелли, который работал по заказам ордена францисканцев и близкого к нему римского сенатора Лодовико Уффредуччи. Художник изобразил святого на одной из панелей полиптиха Уффредуччи для капеллы церкви Святого Франциска в Фермо.

## Труды
- Бонавентура. Путеводитель души к Богу. — М.: Греко-латинский кабинет Ю. А. Шичалина, 1993. — 192 с.
- Commentaria in IV libros Sententiarum («Комментарии на 4 книги Сентенций»).
- Itinerarium mentis in Deum («Путеводитель души к Богу»).
- Reductio artium in theologiam («О сведении наук к богословию»).
- Breviloquium («Краткое чтение»).
- Soliloquium de quatuor mentalibuserciseitiis («Монолог о четырёх духовных упражнениях»).
- Lignum vitae («Древо жизни»).
- De Triplici via («Тройной путь»).